# Isla de hielo de Fletcher

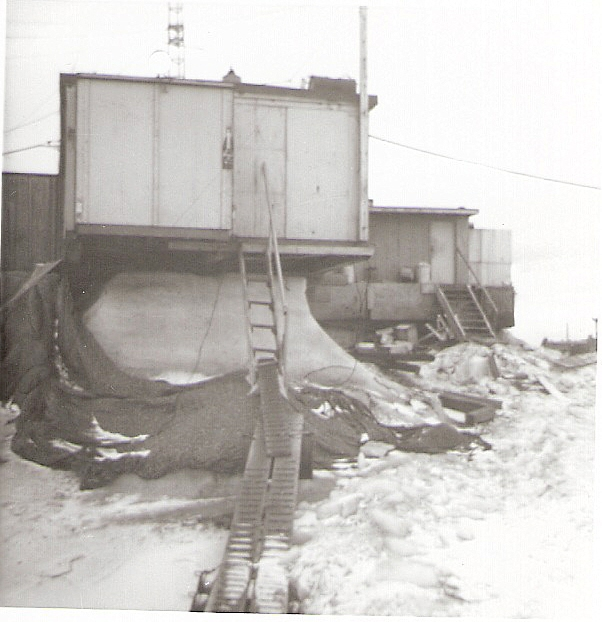
Instalaciones en la isla de hielo Fletcher

La isla de hielo de Fletcher o T-3 fue un iceberg descubierto por Joseph O. Fletcher coronel de  la Fuerza Aérea de los Estados Unidos; entre 1952 y 1978, fue utilizada como una estación de investigación científica tripulada que incluía cabañas, una central eléctrica y una pista de aterrizaje para aeronave con ruedas. El iceberg era una gruesa capa de hielo glacial tabular que flotaba en toda la zona central del Océano Ártico en dirección horaria. Primero habitada en 1952 como una estación meteorológica del ártico, que fue abandonada en 1954, pero en dos ocasiones posteriores volvió a ser habitada. La estación fue ocupada principalmente por los científicos, junto con una tripulación militar y fue reabastecida durante su existencia principalmente por aviones militares que operan en Barrow, Alaska. El iceberg fue ocupado más tarde por el Laboratorio Naval de Investigación del Ártico, y sirvió como base de operaciones para la investigación de proyectos de la Armada en el Ártico, como el fondo del mar y los estudios de oleaje del océano, las actividades sismográficas, los estudios de metrología y otros proyectos clasificados bajo la dirección del Departamento de Defensa de los Estados Unidos. Antes de la era de los satélites, la estación de investigación en la T-3 había sido un sitio importante para las mediciones de la atmósfera en el Ártico.

## Información general
Producida por la costa norte de la Isla de Ellesmere, el iceberg T-3 era un témpano tabular muy grande. Este iceberg de 7 por 3 millas en forma de riñón fue descubierto cerca del Polo Norte por los investigadores que estudian la bruma del Ártico durante la primavera y el verano. Aunque el grosor del iceberg fue de 125 metros y pesaba más de siete mil millones de toneladas, aumentó sólo tres metros por encima de las bolsas de hielo alrededor y era prácticamente indistinguible de la masa de hielo a cualquier distancia.
La estación provisional que consistía en chozas aisladas fue ensamblada por primera vez por el Ejército de los EE. UU., y para finales de mayo de 1957, una pista de 1.500 metros de largo y la mayoría de las chozas de la estación 26 Jamesway habían concluido, permitiendo el comienzo de las operaciones científicas. Un equipo de científicos dirigido por Alfred P. Crary llegó más tarde y realizó numerosas investigaciones científicas, incluyendo las mediciones hidrográficas, sondeos sísmicos y observaciones meteorológicas. En general, 25 a 30 equipos de hombres militares y científicos tripularon el campamento en un momento dado.
El reabastecimiento se operó sobre todo durante el período de invierno, mientras la pista era adecuada para el aterrizaje de aeronaves. Esto también apunta a operaciones en las condiciones climáticas más severas, tales como techos muy bajos y visibilidad reducida. Pronóstico del tiempo exacto no estaba disponible hasta mucho más tarde, debido a la ausencia de estaciones de reportes y la distancia a recorrer en remotos desechos del Ártico. Los vientos superiores a 45 nudos y temperaturas por debajo de menos 30 ° Fahrenheit también se había registrado en las dos estaciones durante las operaciones de reabastecimiento. El  reabastecimiento de T-3 se vio detenido por una mezcla de diferentes obstáculos. Debido al constante movimiento y ubicación del iceberg, el reabastecimiento tuvo que ser operado a partir de dos bases aéreas en Punta Barrow, Alaska y la base aérea de Thule, Groenlandia. En ese momento, los vuelos se realizaban sin ayudas de instrumentos de navegación y el aterrizaje de aeronaves en el iceberg en constante movimiento T-3 se llevaba a cabo exclusivamente a través de navegación por estima y red de navegación celeste, lo que se vio obstaculizada a menudo por largos períodos de crepúsculo que impedían la observación celeste. Además, debido a que las bases aéreas alternas más cercanas estaban a 475 millas (764 km) de distancia, las posibles emergencias en vuelo podrían resultar en consecuencias fatales. En este sentido, los pilotos y sus tripulaciones tenían que calcular la carga y cantidad de combustible, precisamente para asegurar no sólo un aterrizaje seguro sino también un retorno seguro del iceberg.

## Historia 1946-1965
Una vez se reportó que el iceberg T-3 había sido identificado durante la Segunda Guerra Mundial, pero hay varios informes contradictorios en lo que se refiere a cuándo fue "descubierto" en realidad. Preocupados por las actividades de posguerra de la Unión Soviética en el Ártico, la Fuerza Aérea de los EE. UU. inició vuelos B-29  de reconocimiento sobre la región del Ártico comenzando en 1946, y, para 1951, los viajes de reconocimiento al Polo Norte fueron implementados diariamente. Durante los vuelos de reconocimiento se descubrieron varios icebergs de grandes dimensiones, y al año siguiente de 1952, el Comando Aéreo de Alaska pone en marcha un proyecto para establecer una estación meteorológica en uno de los témpanos de hielo y llevar a cabo la investigación geofísica y oceanografía. Joseph O. Fletcher, que era el oficial al mando de un escuadrón del tiempo de la Fuerza Aérea de los EE. UU. destinado al Ártico después de la Segunda Guerra Mundial, fue puesto a cargo de todo el proyecto.
En marzo de 1952, la Base Aérea de Thule envió aviones C-47 a T-3, y varias estaciones de investigación fueron instaladas sobre la superficie plana del iceberg. Las estaciones fueron abandonadas en mayo de 1954, cuando las observaciones meteorológicas se consideraron redundantes, pero se volvió a ocupar de abril a septiembre de 1955. En abril de 1957, la estación "ALPHA" se instaló en el iceberg, fue la primera base científica a largo plazo en el Ártico, operada por un país occidental. Sin embargo, en el momento de su creación, los soviéticos habían operado a la deriva ya seis estaciones de iceberg de este tipo.
En abril de 1958, se observaron varias grietas enormes en todo el ALPHA, y la estación se vio obligada a trasladarse a 2 km de distancia de su ubicación original. En agosto de 1958, después de que el submarino norteamericano USS Skate hizo una visita a la Estación Alfa, el suelo a su alrededor comenzó a agrietarse, de tal manera que la estación fue finalmente abandonada en noviembre de 1958. Sin embargo, el Departamento de Defensa de EE. UU. todavía tenía interés en continuar la investigación en el Ártico. En abril de 1959, otra estación científica denominada "Charlie" (también llamado como ALFA II) fue establecida por el aéreo Comando de Alaska con la asistencia del Laboratorio de Investigación Ártico de la Armada. La actividad de investigación científica se llevó a cabo a partir de junio de 1959 hasta enero de 1960, cuando el témpano de hielo se rompió y acortó la pista lo suficiente como para terminar las operaciones de reabastecimiento de los aviones, la estación de Charlie tuvo que ser evacuada.
Mientras tanto, el 7 de marzo de 1957, con unos 42 pies de largo (13 m) los remolques de la casa comercial, el Comando Aéreo del Noreste estableció una estación llamada "Bravo" en el iceberg. La reocupada T-3 continuó a la deriva frente a la costa norte de Canadá, llegando finalmente a las aguas de Alaska en julio de 1959, donde las responsabilidades de apoyo aéreo fueron trasladadas a las bases de Alaska. En mayo de 1960, la isla de hielo a la deriva encalló cerca de Wainwright, Alaska, terminando varios programas de investigación geofísica. Al año siguiente, en octubre, la estación fue abandonada de nuevo, pero el sitio fue dejado intacto para un posible uso futuro. Como la marina de los EE. UU. todavía estaba deseosa de continuar con las operaciones basadas en el Ártico, el Laboratorio de Investigación del Ártico prevé la instalación de una nueva estación para reemplazar a la antigua estación de Charlie. Sin embargo, esta intención se resistió a los gastos necesarios para alquilar un C-47 para la instalación. En su lugar, después de septiembre un rompehielos USS Burton Island (AGB-1) fue empleado para transportar el equipo, y el Laboratorio de Investigación del Ártico Ice Station I (conocido como ARLIS I) fue construido en menos de 40 horas. Aunque ARLIS que fue diseñada para apoyar a ocho científicos y cuatro técnicos, nunca alcanzó un máximo potencial. Mientras el iceberg iba a la deriva hacia el oeste, aviones pequeños (Cessna 180) fueron empleados para reabastecer a la estación. Sin embargo, al acercarse el límite de alcance de estos aviones, la estación fue evacuada en marzo de 1961.
Una estación de hielos permanente a la deriva se quería para el segundo Laboratorio de Investigación del Ártico Ice Station (ARLIS II), pero con T-3 de tierra, un sitio provisional en un témpano de hielo fue seleccionado. Sin embargo, durante su despliegue en mayo de 1961 el hielo del suelo comenzó a romperse en gran escala, y la Marina de Guerra encontró otro iceberg de 3.5 por 1.5 millas al norte de Punta Barrow. En los 22 días siguientes, con la C-47 Skytrain, todo el equipo para equipar los 14 edificios prefabricados fue transportado a un iceberg recién descubierto. Las operaciones científicas se reinician el 23 de mayo de 1961 y continúan hasta el final el 11 de mayo de 1965. El reabastecimiento de ARLIS II durante el primer año se llevó a cabo por los lanzamientos desde el aire de los aviones de gran tamaño como Lockheed Model 18 Lodestar y la Skytrain C-47, también por el rompehielos USS Staten Island (WAGB-278) dos veces en el verano.
Entre 1962 y 1964, mientras el iceberg iba a la deriva más hacia el norte, lejos de Barrow y por el Océano Ártico, el reabastecimiento de Alaska se convirtió en una operación difícil. Mientras que la estación de ARLIS II iba alejándose de Barrow, el iceberg T-3 fue descubierto en febrero de 1962 más de 100 kilómetros al norte de donde se había observado anteriormente. El Laboratorio de Investigación del Ártico volvió a ocupar el iceberg, renovando los edificios abandonados, y restableció la estación, que se desempeñaba anteriormente como una segunda estación a la deriva y un depósito de combustible para los vuelos a la estación de ARLIS II. En diciembre de 1963, la estación de ARLIS II alcanzó el punto más septentrional de su viaje y, finalmente, derivó a través del estrecho de Fram, con la Corriente de Groenlandia Oriental. Durante este período, las operaciones de suministro fue precedida por la Estación Aérea Naval de Keflavik en Islandia.
Tras 47 meses y 18 días de operación continua, ARLIS II fue evacuada en mayo de 1965 por el rompehielos USS Edisto (WAGB-284). La estación recibió 14 diferentes proyectos de investigación, incluyendo un personal de 337. Al término de la importante restauración de ARLIS II, una ocupación completa de T-3 por el Laboratorio de Investigación del Ártico se inició en septiembre de 1965. Para ese momento, el iceberg tenía rodeado por completo el remolino de Beaufort. Mientras tanto, el ARLIS II y T-3 estaciones de hielo estaban ocupadas; y el Laboratorio de Investigación del Ártico estableció dos estaciones temporales a la deriva al noreste de Barrow sobre todo para los estudios científicos de las corrientes telúricas, la variación geomagnética, micro pulsaciones y aurora. ARLIS III se estableció el 10 de febrero de 1964 y fue evacuada el 16 de mayo de 1964, mientras que ARLIS IV operó entre febrero y mayo de 1965. La estación se mantuvo activa hasta el 1 de octubre de 1974, y fue visitada por última vez en 1979. Después de ser monitoreada satelitalmente por más de 30 años, el iceberg con el tiempo derivó a través del estrecho de Fram, en 1983.

## Eventualidad
La vigilancia por satélite había sido empleada para realizar un seguimiento del iceberg T-3 desde que fue abandonado, pero los meteorólogos habían perdido su rastro en el otoño de 1982. Se solicitó al equipo de vuelo de investigación de la NOAA mantenerse  atento al T-3. El 3 de julio de 1983, la Associated Press informó que científicos estadounidenses habían redescubierto el iceberg después de haber estado perdido durante seis meses. Dave Turner, un experimentado piloto de la NOAA, quien fue una de las últimas personas que observaron al T-3, informó que el témpano de hielo fue encontrado a unos 150 kilómetros del Polo Norte. El T-3 fue descubierto con facilidad, ya que su superficie estaba decorada claramente por las estructuras restantes de un avión C-47 que naufragó años antes. En el momento del descubrimiento, el iceberg era aproximadamente un tercio de su espesor original. Se estima que en algún momento después de julio de 1983, el iceberg con el tiempo se abrió camino hacia el exterior del hielo del Ártico, donde lo atrapó una corriente del sur, dirigiéndose al Océano Atlántico y, finalmente, se desvaneció.